# Shenganfuïta
La shenganfuïta és un mineral de la classe dels òxids.

## Característiques
La shenganfuïta és un tel·lurit de fórmula química PbTe⁴⁺₃O₅(OH)Cl₃(H₂O). Va ser aprovada com a espècie vàlida per l'Associació Mineralògica Internacional en el mes d’agost de l'any 2024. Encara resta pendent de publicació. Cristal·litza en el sistema triclínic.
Segons la classificació de Nickel-Strunz pertany a «04.JN - Tel·lurits amb anions addicionals, amb H₂O». Les mostres que van servir per a determinar l'espècie, el que es coneix com a material tipus, es troben conservades al Museu Mineral de la Universitat d'Arizona Alfie Norville, a Tucson (Arizona), amb el número de catàleg: 22737 i al projecte RRUFF, amb el número de mostra: R240002.

## Formació i jaciments
Va ser descoberta a la mina Moctezuma, situada a la localitat de Moctezuma (Sonora, Mèxic), sent aquest indret l'únic de tot el planeta on ha estat descrita aquesta espècie mineral.